# 7359 Messier
7359 Messier eller 1996 BH är en asteroid i huvudbältet som upptäcktes den 16 januari 1996 av den tjeckiska astronomen Miloš Tichý vid Kleť-observatoriet. Den är uppkallad efter den franske astronomen Charles Messier.
Asteroiden har en diameter på ungefär 12 kilometer.